# Сюо
Сюо́ (фр. Suaux) — коммуна во Франции, находится в регионе Пуату — Шаранта. Департамент — Шаранта. Входит в состав кантона Сен-Кло. Округ коммуны — Конфолан.
Код INSEE коммуны — 16375.
Коммуна расположена приблизительно в 370 км к юго-западу от Парижа, в 85 км южнее Пуатье, в 36 км к северо-востоку от Ангулема.

## Население
Население коммуны на 2008 год составляло 377 человек.
| 1962 | 1968 | 1975 | 1982 | 1990 | 1999 | 2008 |
| ---- | ---- | ---- | ---- | ---- | ---- | ---- |
| 509  | 484  | 460  | 373  | 367  | 356  | 377  |

## Администрация
| Период | Период | Фамилия       | Партия | Примечания           |
| ------ | ------ | ------------- | ------ | -------------------- |
| 1995   | 2008   | Клод Ружье    |        |                      |
| 2008   | 2014   | Оливье Перине |        | компьютерный инженер |

## Экономика
В 2007 году среди 221 человека в трудоспособном возрасте (15—64 лет) 145 были экономически активными, 76 — неактивными (показатель активности — 65,6 %, в 1999 году было 62,0 %). Из 145 активных работали 126 человек (76 мужчин и 50 женщин), безработных было 19 (7 мужчин и 12 женщин). Среди 76 неактивных 15 человек были учениками или студентами, 26 — пенсионерами, 35 были неактивными по другим причинам.

## Достопримечательности
- Руины галло-римской виллы (I—II века). Исторический памятник с 1973 года[3]
- Поместье Брассак (XVII век)
- Замок Сюо (1585 год)
- Церковь Сен-Сибар (XIII век)
  - Бронзовый колокол (1639 год). На колоколе выгравирована надпись: +IHS MAR IE SUIS FAICTE POUR SERVIR A L’EGLISE DE SAINCT SIBARD DE SOUEAUX 1639 & M IEHAN/+DEMONCUT PBRE CURE DU DICT LIEU & PARRAIN REGNE DE DEVEZEAU SEIGNEUR DE LAGE & MERINE/+IOLLANTE BARBARIN DAME DE MAZOTTES 1 M S THOREAU & MT SF…& MD DEMONCVT.. G FAVRIE/+I MOURAU & M I CHATAU & MI DE PLANCHES SD. Исторический памятник с 1944 года[4]

## Фотогалерея

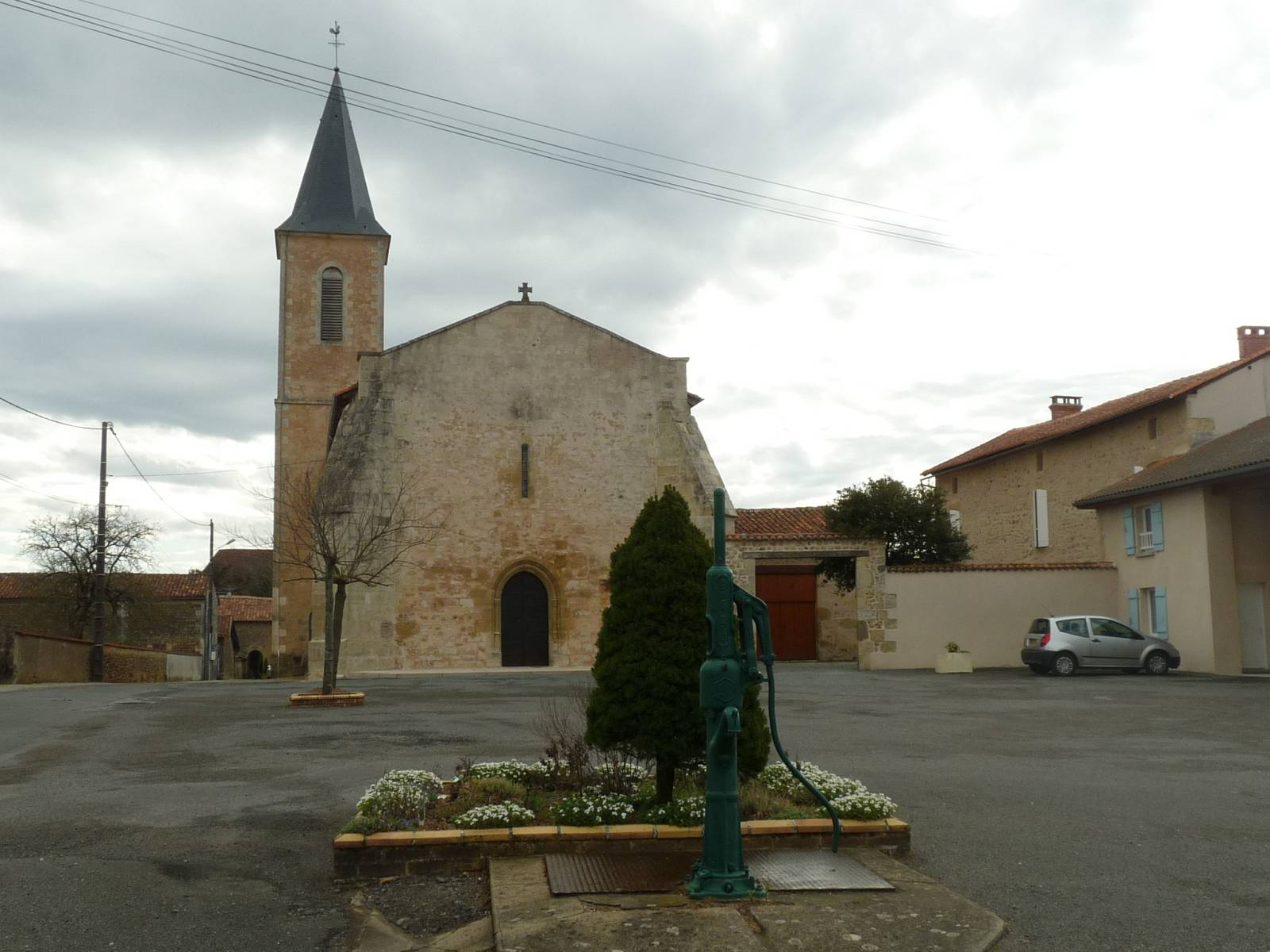
Церковь Сен-Сибар
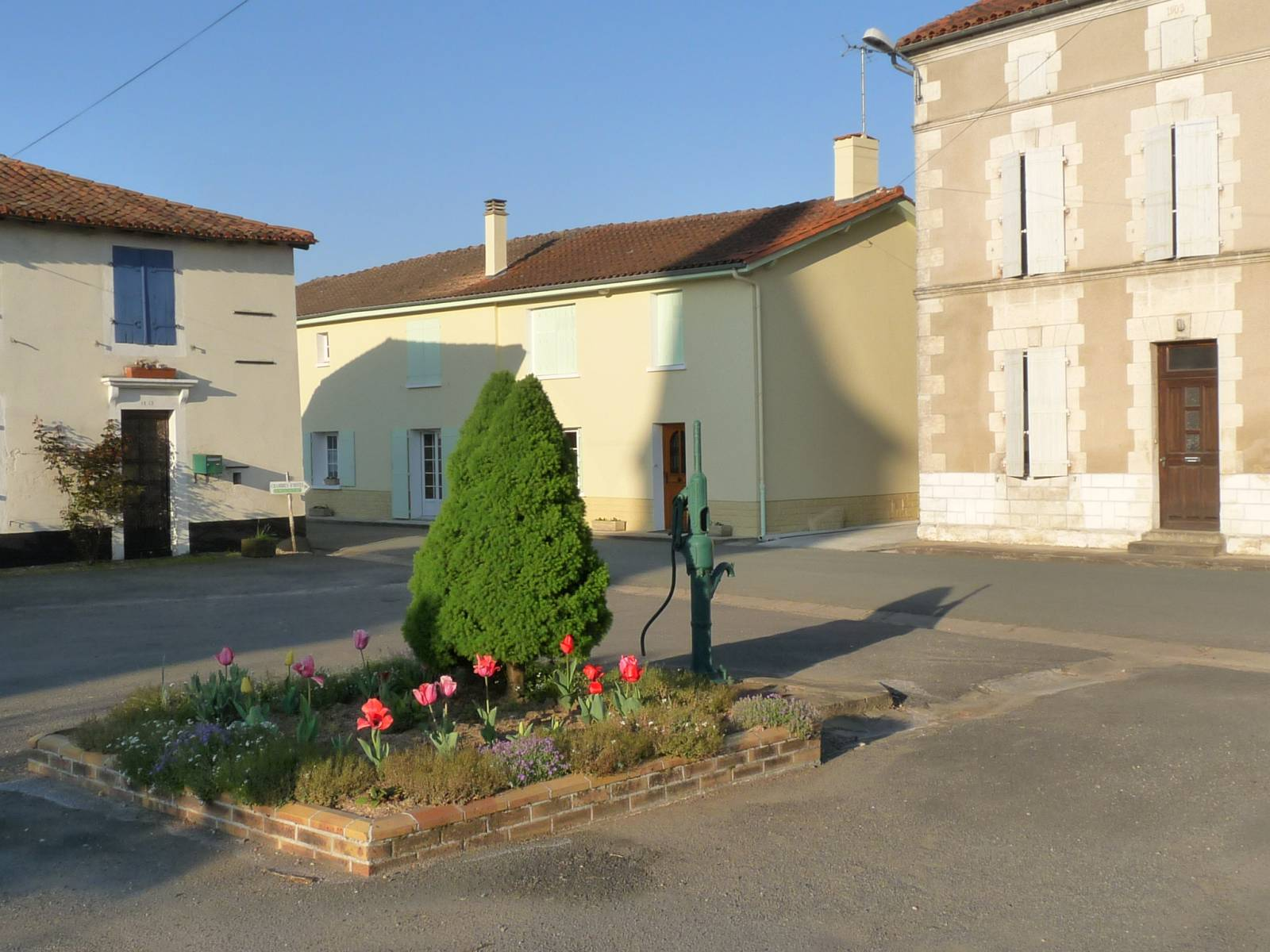
Центральная площадь
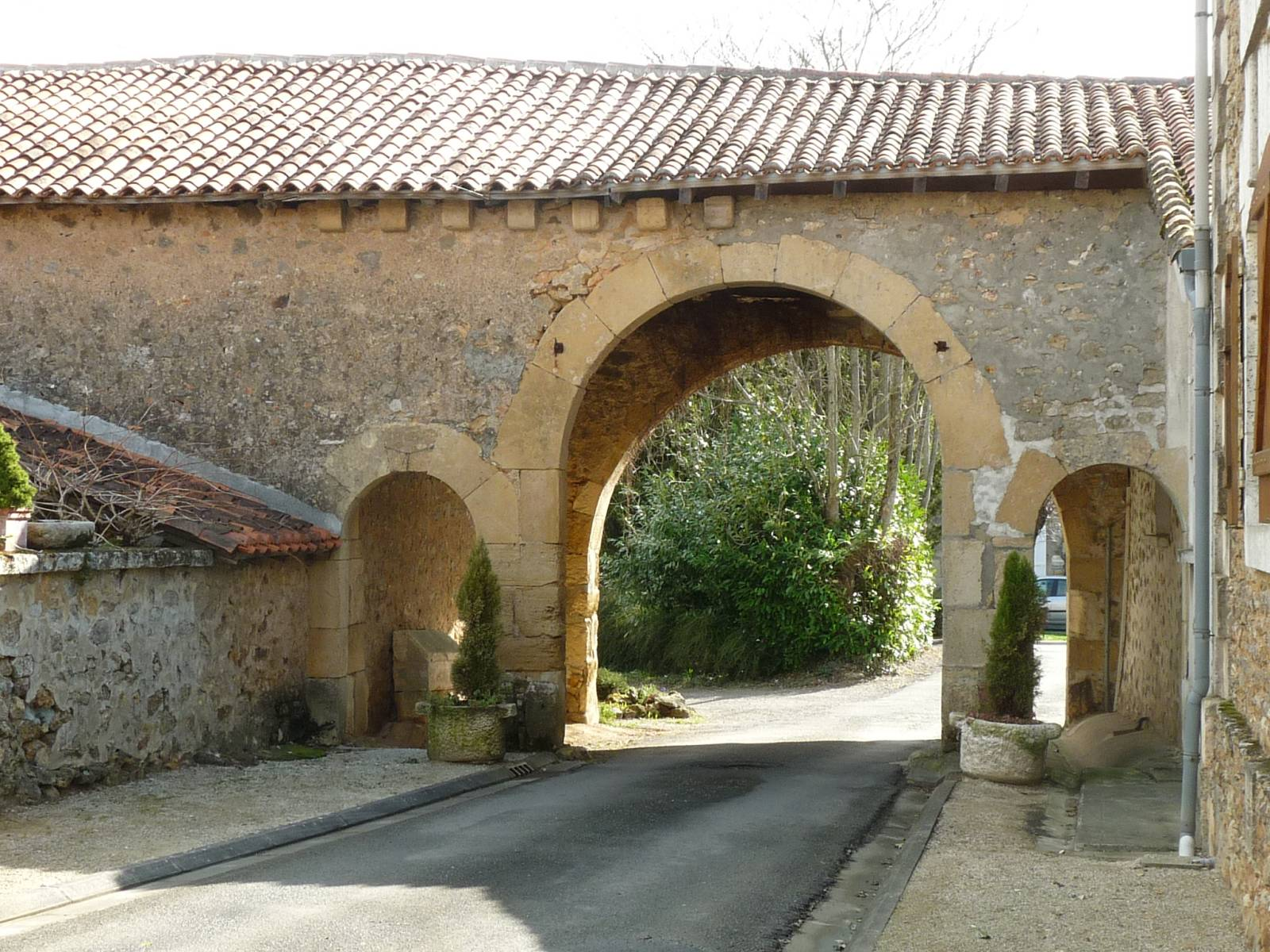
Въезд к мэрии